# 4e division de cavalerie (Empire allemand)
Pour les articles homonymes, voir 4e division.
La 4e division de cavalerie (4. Kavallerie-Division) est une grande unité de l'armée prussienne, qui est formée dans le cadre de la mobilisation à l'occasion de la guerre de Sardaigne en 1859, de la guerre franco-prussienne en 1870/71 et de la Première Guerre mondiale en 1914/18.

## Composition

### Mobilisation en 1914
- 3e brigade de cavalerie
  - 2e régiment de cuirassiers
  - 9e régiment d'uhlans (de)
- 17e brigade de cavalerie
  - 17e régiment de dragons (de)
  - 18e régiment de dragons (de)
- 18e brigade de cavalerie
  - 15e régiment de hussards (de)
  - 16e régiment de hussards (de)
- Détachement de cavalerie du 3e régiment d'artillerie de campagne
- 2e détachement de mitrailleuses de la Garde
- Département de génie

### Au 10 juin 1918
- 39e brigade de cavalerie
  - 38e régiment d'infanterie de Landwehr
  - 40e régiment d'infanterie de Landwehr
  - 436e régiment d'infanterie de Landwehr
- 143e commandement d'artillerie
  - 4e département du 8e régiment d'artillerie de campagne
  - 4e département du 10e régiment d'artillerie de campagne

## Première Guerre mondiale
La division est d'abord utilisée sur le front occidental et au début de novembre 1914, elle est transférée sur le front de l'Est. Elle y reste en action après la paix de Brest-Litovsk et participe aux combats pour libérer la Livonie et l'Estonie. Fin mars 1918, la division se déplace à nouveau sur le front ouest et y combat jusqu'à la fin de la guerre.

### 1914
- 4 au 16 août - Conquête de Liège
- 2 au 22 août - Combats de couverture devant le front de la 1re et 2e armée en Belgique
- 23 au 24 août - Bataille de Mons
- 24 août - Prise de Tournai
- 25 au 27 août - Bataille de Solesmes et du Cateau
- 1er septembre 1914 - Bataille de Néry (de)
- 23 septembre au 1er octobre - Bataille de la Somme
- 1er au 13 octobre - Bataille d'Arras
- 13 au 31 octobre - Combats de position en Flandre et en Artois
  - 15 au 28 octobre - Bataille de Lille
  - 30 au 31 octobre - Bataille d'Ypres
- 30 octobre au 4 novembre - Au sud de Messines et à la forêt de Ploegsteert
- 01er au 16 novembre - Transport vers le front de l'Est
- 15 au 29 novembre - Combats de position près de Mlawa
- 1er au 24 décembre - Réserve de la 9e armée
- à partir du 18 décembre - Bataille de la Rawka-Bzura

### 1915
- jusqu'à 5 février - Bataille de Rawka-Bzura
- 5 au 22 février - Bataille d'hiver en Mazurie
  - 11 février au 22 mars - Batailles de position devant Lomsha-Osowiec (parties de la division)
- 23 février au 6 mars - batailles sur le Bobr
- 6 au 21 mars - batailles de position à Lipniki-Lyse
- du 25 au 30 Mars - Batailles à Krasnopol et Krasne
- 31 mars au 13 mai - Batailles de position entre Augustow, Mariampol et Pilwiszki
  - 9 mai au 13 juillet - Batailles au canal Windawski et au haut-Windau
- 21 juillet au 7 août - Batailles sur la Jesia et à Wejwery (parties de la division)
- 1er au 18 août - Siège de Kovno
- 19 août au 8 septembre - Bataille de Niemen
- 9-29 septembre - Bataille de Vilna
- 30 septembre au 19 octobre - Batailles sur Myadzyolka, Drysvyata et autour de Kosiany
- 20 octobre au 1er novembre - Bataille de Dünaburg
- 20 octobre au 5 novembre – Guerre de tranchées devant Jakobstadt
- À partir du 1er novembre - Batailles de position devant Dünaburg

### 1916
- Batailles de tranchées devant Dünaburg

### 1917
- jusqu'au 1er février - Batailles de tranchées devant Dünaburg
- 23 janvier au 3 février - Bataille d'hiver de l'Aa (parties de la division)
- 1er février au 31 août - Batailles de tranchées devant Riga
- 1er au 5 septembre - Bataille de Riga (parties de la division)
- 6 septembre au 5 décembre - Combats de tranchées au nord de la Daugava
- 6 au 17 décembre - Cessez-le-feu
- à partir de 17 décembre – Armistice

### 1918
- jusqu'à 18 février – Armistice
- 18 février au 4 mars - Combats pour libérer la Livonie et l'Estonie
- 5 mars au 1er avril - Occupation de la Livonie et de l'Estonie en tant que puissance policière allemande
- 21 mars au 5 Avril - Transport vers le front ouest
- 6 avril au 5 mai - Guerre de tranchées en Lorraine et dans les Vosges
- 19 mai au 11 novembre - Tranchée en Haute-Alsace
- à partir de 12 novembre - évacuation du territoire occupé et retour au pays

## Commandants
| Grade                  | Nom                                | Date                             |
| ---------------------- | ---------------------------------- | -------------------------------- |
| Generalleutnant        | Karl Albert von Rudolphi (de)      | 14 juin au 18 novembre 1859      |
| General der Kavallerie | Albert de Prusse                   | 18 juillet 1870                  |
| Generalleutnant        | Otto von Garnier                   | 2 août au 22 novembre 1914       |
| Generalmajor           | Heinrich von Hofmann               | 23 novembre 1914 au 30 août 1916 |
| Generalmajor           | Georg Thumb von Neuburg (de)       | 31 août 1916 au 14 octobre 1918  |
| Generalmajor           | Viktor von Rosenberg-Lipinski (de) | 15 octobre 1918 à janvier 1919   |